# Fort de Tung Lung

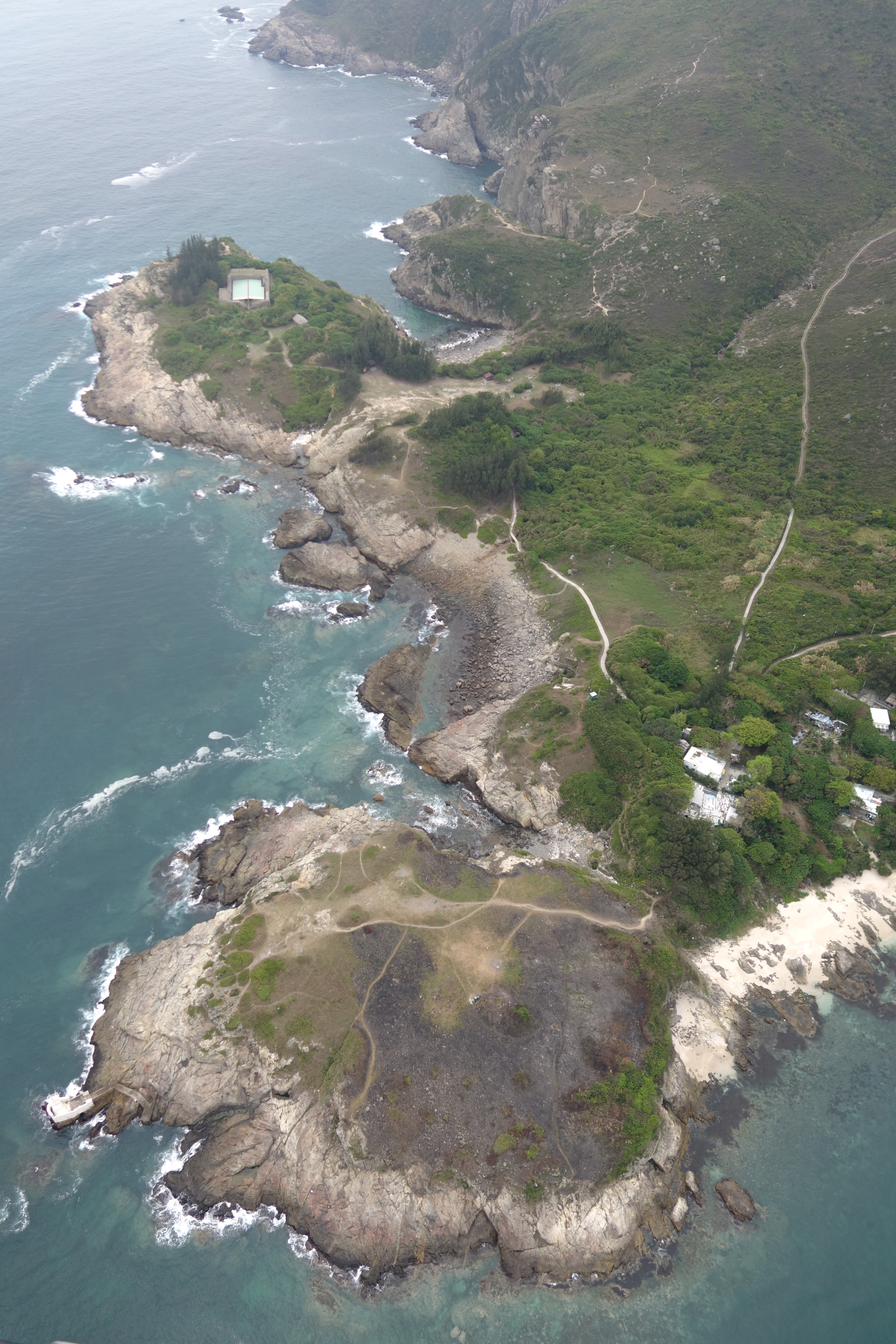
Le fort de Tung Lung (sous le toit bleu en haut à gauche) dans son environnement.

Le fort de Tung Lung (東龍洲炮台), aussi appelé fort de Fat Tong, est un site historique de Hong Kong situé sur l'île de Tung Lung Chau (en) et datant du XVIIIe siècle.
En service à partir de 1724, il servait à lutter contre la piraterie et contrôlait le canal de Fat Tong Mun (en) et l'entrée est de la baie de Tai Miu Wan (en). Il est abandonné en 1810.

## Histoire
Le fort aurait été construit dans le cadre de l'édification d'un système de défense maritime destiné à protéger le commerce et repousser les pirates. La forteresse, selon une chronique historique, est construite de 1719 à 1724 durant le règne de l'empereur Kangxi pour se prémunir contre les pirates, après la destruction du royaume de Tungning fondé par le pirate Koxinga à Taïwan. Le fort aurait été attaqué par les célèbres pirates Cheng Lien Chang et Cheng I, et plus tard par le tristement célèbre Cheung Po Tsai. Il est abandonné en 1810 lorsque sa garnison est transférée dans un autre fort côtier situé à la pointe de la péninsule de Kowloon et qui deviendra plus tard connu sous le nom de citadelle de Kowloon.

## Description
Le fort est situé dans la partie nord-est de l'île de Tung Lung Chau (en), à 35 m au-dessus de la mer, avec des falaises sur trois côtés, et commande le canal de Fat Tong Mun (en). Aucun navire ne pouvait passer sans être vu entrant ou sortant de la baie de Tai Miu Wan (en). Le fort peut également avoir servi de station de signalisation, transmettant des messages au quartier général militaire de Kowloon. Lorsqu'il était utilisé, il était occupé par une moyenne de 25 hommes de la marine Tai-pang-hsi.
Bien qu'aucun croquis ni description historique du fort n'existe, l'observation de ses ruines donne une idée de sa structure. Il était rectangulaire, composé de murs en moellons de 3 m de haut et munis d'une porte en brique en forme d'arc.

## Conservation
Le fort de Tung Lung est classé monument historique en 1977 et restauré en 1988. Une « zone spéciale du fort de Tung Lung » de 3 hectares est créée en 1979 et contient le fort et un camping.